# Bob Hansson
Bob Hansson, född 18 maj 1970 i Helsingborg, Malmöhus län, är en svensk poet och författare. 

## Biografi
Bob Hansson debuterade 1998 med Heja Världen, som till dags dato har följts av ytterligare tre diktsamlingar, en poetik, en intervjubok (Kärlek - hur fan gör man?)  och fyra romaner. Sedan dess har Hanssons böcker översatts till ett flertal språk.
Hansson mottog 2010 Sveriges Radios Novellpris. Samma år blev han av ALIS även utnämnd till Upphovsrättens hjälte. 
Hansson vann SM i poetry slam då detta hölls för första gången 1995 i Falkenberg. När det gäller svensk poesi talas det ibland om "ett före och ett efter Bob Hansson", då han var den första poet i sin generation som nådde en bredare publik, inte minst genom sina scenframträdanden. Han har samarbetat med en lång rad musiker såsom Joakim Thåström, Ola Salo, Fläskkvartetten, The Nomads, Olle Ljungström, Staffan Hellstrand, Nina Rochelle, Doktor Kosmos, och Östgötamusiken.
Bob Hansson gjort inslag i litteraturprogrammet Babel, och han uppförde 2010 monologen "Om lycka" på Dramatens stora scen. Han turnerade 2018-2019 med föreställningen KAN VI INTE VARA SNÄLLA NU FÖR SEN DÖR VI FAKTISKT, över hela Sverige. Föreställningen filmades och visades 2020 på SVT. 
Bob Hansson är en av programvärdarna för Sveriges Radios Allvarligt tala Han har varit med sedan starten 2009. Han talade även om livet i radioprogrammet Bob Hansson om livet - alla avsnitt | Sveriges Radio

## Diskografi
- Kör solen kör (National 2003)
- Stålmannen är död (Highspeedart 2005)
- Heja världen (Bolero/Sony 2008)

## Föreställningar
- Heja världen Show. (2006 I samarbete med Kristoffer Jonzon och United Stage)
- En monolog om lycka. (2010 Dramaten.)
- Vad är det frågan om? (2016-17. Teater Brunnsgatan 4.)
- Kan vi inte vara snälla nu, för sen dör vi faktiskt. (2018-2019 Pironi Management.)
- Livet, hur fan gör man. (Hösten 2020. Pironi Management.)